# سانتا سيسيليا دو سول
سانتا سيسيليا دو سول بلدية في ولاية ريو غراندي دو سول في المنطقة الجنوبية من البرازيل.